# Matidia simplex
Matidia simplex är en spindelart som beskrevs av Simon 1897. Matidia simplex ingår i släktet Matidia och familjen säckspindlar.
Artens utbredningsområde är Sri Lanka. Inga underarter finns listade i Catalogue of Life.